# イングーシ人
イングーシ人（ロシア語：Ингуш; Ingush）は、北カフカースの民族。ロシア連邦に属するイングーシ共和国（旧チェチェン・イングーシ自治共和国西部）を中心に居住しており、人口はおよそ15万人である。

## 概要
民族名のイングーシは彼らの居住地にあるアングシトという村（現在は北オセチア共和国の領域に含まれる）の名前に由来する他称で、イングーシ語による自称はガルガイ(ГІалгІай)という。
主にイスラム教を信仰しているイングーシ人は、東に住むチェチェン人と民族的に非常に近しい関係にあり、話す言語もチェチェン語と同じカフカス諸語のナフ諸語というグループに属する親縁言語であると考えられている。

## 歴史
北東カフカスのテレク川以東に住んでいたチェチェン人とイングーシ人は、17世紀以降にロシア帝国の侵攻を受け、イスラム指導者を中心にして激しく抵抗した。しかし、テレク川河畔のチェチェン人・イングーシ人居住地帯のすぐ近くにウラジカフカスが建設された18世紀の末頃からロシアの圧力に抗しきれなくなり、19世紀にウラジカフカスに近い現在の北オセチア共和国東部からイングーシ共和国にかけての地域の人々がロシアの支配下に入った。ロシア人はこうして支配下に入った北東カフカス人をイングーシ人と呼び、なおも抵抗を続けるそれより東の山岳民チェチェン人と区別した。言語的にいってもともとイングーシ人とチェチェン人は未分化なひとつの集団であったらしく、このようなロシア人による外からの枠の当てはめによってひとつの民族であったチェチェン人とイングーシ人は2つの民族に分裂させられたのだと結論付ける人もいる。